# Test antigenico rapido della malaria

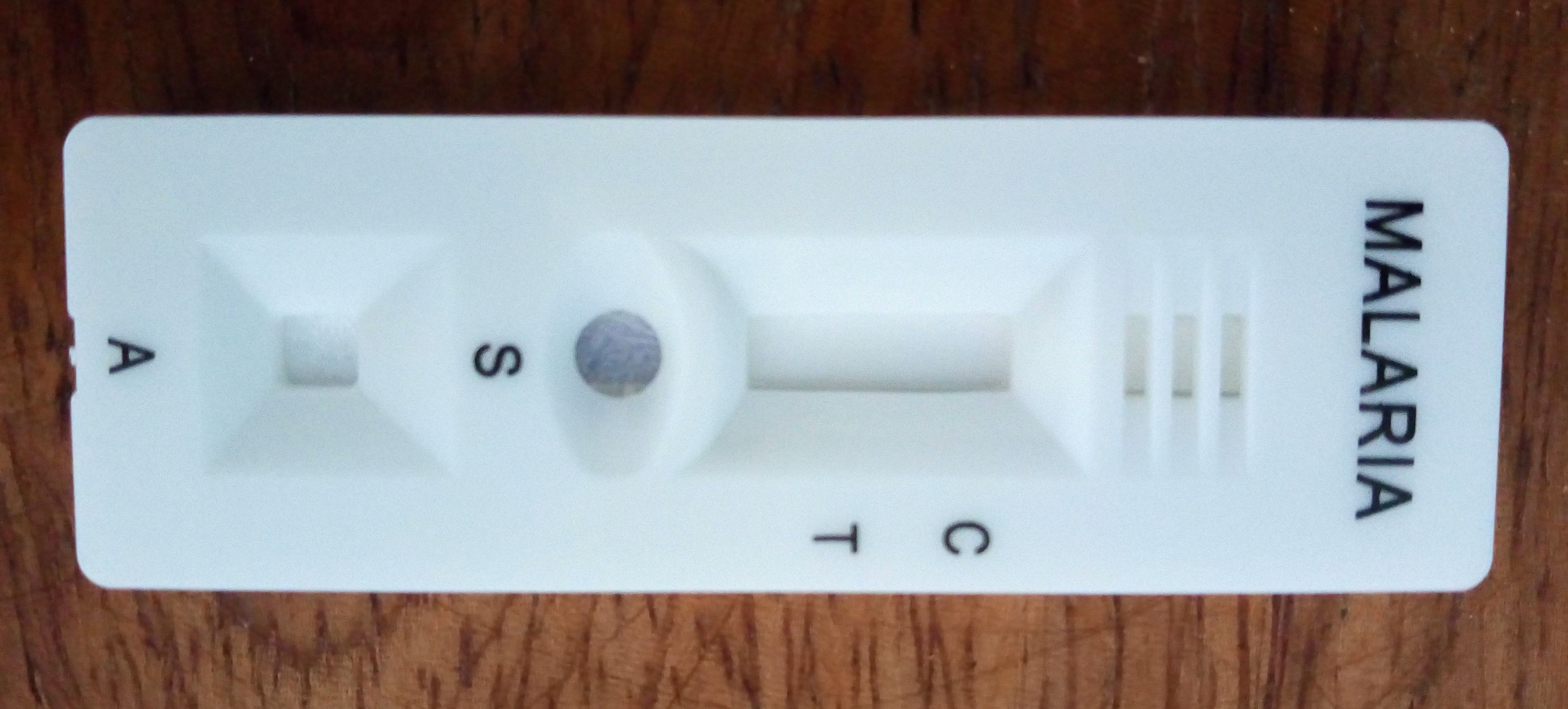
Test antigenico rapido della malaria, prima dell'uso

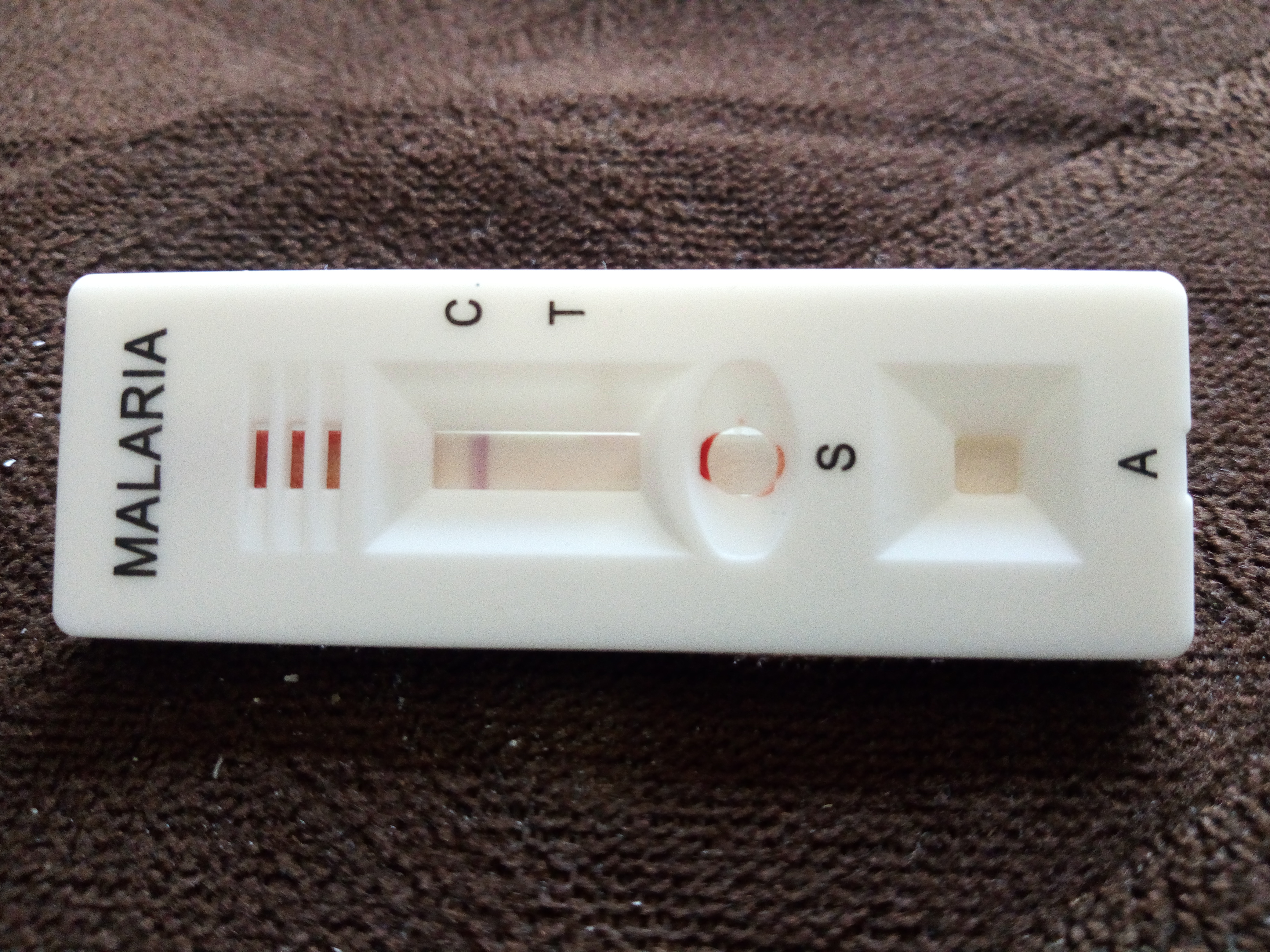
Test antigenico rapido della malaria, usato

Il test antigenico rapido della malaria è un tipo di test immunocromatografico rapido disponibile in commercio che permette la diagnosi rapida della malaria da parte di persone che non sono altrimenti abili nelle tradizionali tecniche di laboratorio per la diagnosi della malaria o in situazioni in cui tali attrezzature non sono disponibili. I test diagnostici rapidi (in sigla dall'inglese Rapid Diagnostic Test: RDT) per la malaria sono una parte vitale del programma globale di controllo della malaria. La malaria è una malattia curabile se i pazienti hanno accesso a una diagnosi precoce e a un trattamento rapido. I test diagnostici rapidi basati sull'antigene (RDT) hanno un ruolo importante nelle aree dove le strutture sanitarie non hanno la capacità di diagnosticare la malaria in loco a causa della mancanza di microscopi e di tecnici addestrati nelle valutazioni emoscopiche. Inoltre, nelle regioni in cui la malattia non è endemica, i tecnologi di laboratorio hanno un'esperienza molto limitata nel rilevare e identificare i parassiti della malaria. Un numero sempre crescente di viaggiatori provenienti da zone temperate visita ogni anno i paesi tropicali e molti di loro ritornano con un'infezione da malaria. Gli RDT sono emersi all'inizio degli anni '90 in mercati in gran parte non regolamentati e con prestazioni sul campo incerte erano una delle principali preoccupazioni per l'accettazione dei test per la gestione dei casi di malaria. Ciò, combinato con la necessità di guidare le decisioni sugli appalti delle agenzie delle Nazioni Unite e degli Stati membri dell'OMS, ha portato alla creazione di un programma di valutazione dei RDT indipendente e coordinato a livello internazionale volto a fornire dati comparativi sulle prestazioni degli RDT disponibili in commercio. Nel 2021 erano 89 i test di questo tipo con i requisiti richiesti dall'OMS; di questi 20 hanno ottenuto la prequalificazione.
Nel quadro del piano contro la malaria coordinato dall'OMS a livello globale, i produttori hanno venduto 3,1 miliardi di RDT tra il 2010 e il 2020, con oltre l'81% delle vendite nell'Africa subsahariana. Nello stesso periodo, i programmi nazionali contro la malaria hanno distribuito 2,2 miliardi di RDT, di cui l'88% nell'Africa subsahariana.
Uno svantaggio importante nell'uso di tutti gli attuali RDT per la malaria è che il risultato è essenzialmente qualitativo. In molte aree endemiche dell'Africa tropicale, tuttavia, la valutazione quantitativa della parassitemia è importante, poiché una grande percentuale della popolazione risulterà positiva a qualsiasi test qualitativo. Nessuno dei test rapidi è attualmente sensibile come un test della goccia spessa, né così economico.
I RDT della malaria sono considerati un complemento alla microscopia convenzionale e, quando possibile, dovrebbero essere seguiti da un esame emoscopico. I test sono semplici e la procedura può essere eseguita sul campo. Il test completo richiede un totale di 15-20 minuti e non è necessario un laboratorio. Tutti i RDT prequalificati dall'OMS presentano specificità elevata e una sensibilità in grado di rivelare parassitemie superiori a 100-200 parassiti per microlitro (μl) di sangue rispetto ai 5 parassiti/μl rilevabili con la microscopia a goccia spessa.
L'OMS raccomanda una sensibilità ≥ 95% con ≥ 100 parassiti/μl e una specificità ≥ 95% con ≥ 100 parassiti/μl per il P. falciparum.
I test immunocromatografici non vanno confusi con i test a immunofluorescenza per la malaria che rilevando, con un microscopio a fluorescenza, gli anticorpi della malaria nel sangue segnalano le infezioni pregresse.

## Qualificazione ed efficacia
I primi RDT contro la malaria sono emersi all'inizio degli anni '90 e l'Organizzazione Mondiale della Sanità (OMS) ha tenuto il suo primo incontro sui test diagnostici rapidi nel 1999. La rapida espansione del numero di prodotti si è verificata all'inizio degli anni 2000. Tuttavia, i rapporti sulle prestazioni variabili sul campo hanno sottolineato la necessità di sviluppare linee guida per aiutare i programmi nazionali sulla malaria sull'approvvigionamento e l'attuazione di RDT. La preoccupazione per la debole regolamentazione della diagnostica in vitro in molti paesi dove la malaria era/è endemica, combinata con l'assenza di un processo di valutazione indipendente e la mancanza di standard di convalida del prodotto, ha portato l'OMS e altre agenzie sanitarie a creare un programma internazionale di controllo della qualità per le RDT contro la malaria, incentrato su test dei prodotti e dei lotti di produzione. Dall'inizio del programma di test dell'OMS sono stati presentati dalle aziende produttrici oltre 330 RDT.
I prodotti dovrebbero essere selezionati in linea con la seguente serie di criteri, sulla base dei risultati della valutazione del Programma di qualificazione dei RDT per la Malaria dell'OMS:
1. Per il rilevamento del Plasmodium falciparum (Pf) in tutte le impostazioni di trasmissione, essendo PDS un indice che riflette sia la sensibilità del prodotto che la riproducibilità del test con specifice specie, rispetto a Pf i campioni dovrebbero avere un PDS almeno del 75% a 200 parassiti/μL.
2. Per il rilevamento di Plasmodium vivax (Pv) in tutte le impostazioni di trasmissione, il PDS rispetto ai campioni Pv dovrebbe essere almeno il 75% a 200 parassiti/μL.
3. Il tasso di falsi positivi dovrebbe essere inferiore al 10%.
4. I test falliti devono essere meno del 5%.

Solo i prodotti che soddisfano i criteri di prestazione descritti in 1,2,3 e 4 sono raccomandati per l'approvvigionamento nei programmi nazionali contro la malaria.
All'ottavo ciclo di test, nel 2017, avevano i requisiti fissati dall'OMS 36 RDT che identificavano il solo P. falciparum e altri 53 che identificavano oltre al P. falciparum una o più delle altre specie.
Le centinaia di milioni di RDT venduti ogni anno sono progettati per rilevare specifiche proteine prodotte dai Plasmodium. Questi parassiti oltre alle mutazioni spontanee sono sottoposti ad un notevole pressione selettiva che porta a far emergere ceppi resistenti agli antiparassitari. Alcune mutazioni portano a non esprimere più le proteine che potrebbero essere rilevate dai RDT della malaria. Tali parassiti mutati sono stati trovati in Sud America, Asia, Medio Oriente e Africa centrale, orientale, meridionale e occidentale. Il Corno d'Africa è colpito in modo sproporzionato.  Nel maggio 2021, il gruppo consultivo per la politica sulla malaria dell'OMS ha chiesto un'azione urgente per affrontare la crescente prevalenza di questi parassiti che possono sfuggire ai test in tutti i paesi endemici della malaria, in particolare nel Corno d'Africa. L'OMS sollecita una maggiore sorveglianza e raccomanda che quando la prevalenza locale dei parassiti mutati che causano risultati di test falsi negativi raggiunge il 5%, è necessario un cambiamento immediato nella strategia di test.
In quanto solo qualitativi i test antigenici della malaria non possono distinguere le infezioni in atto da quelle passate.

## Come funziona

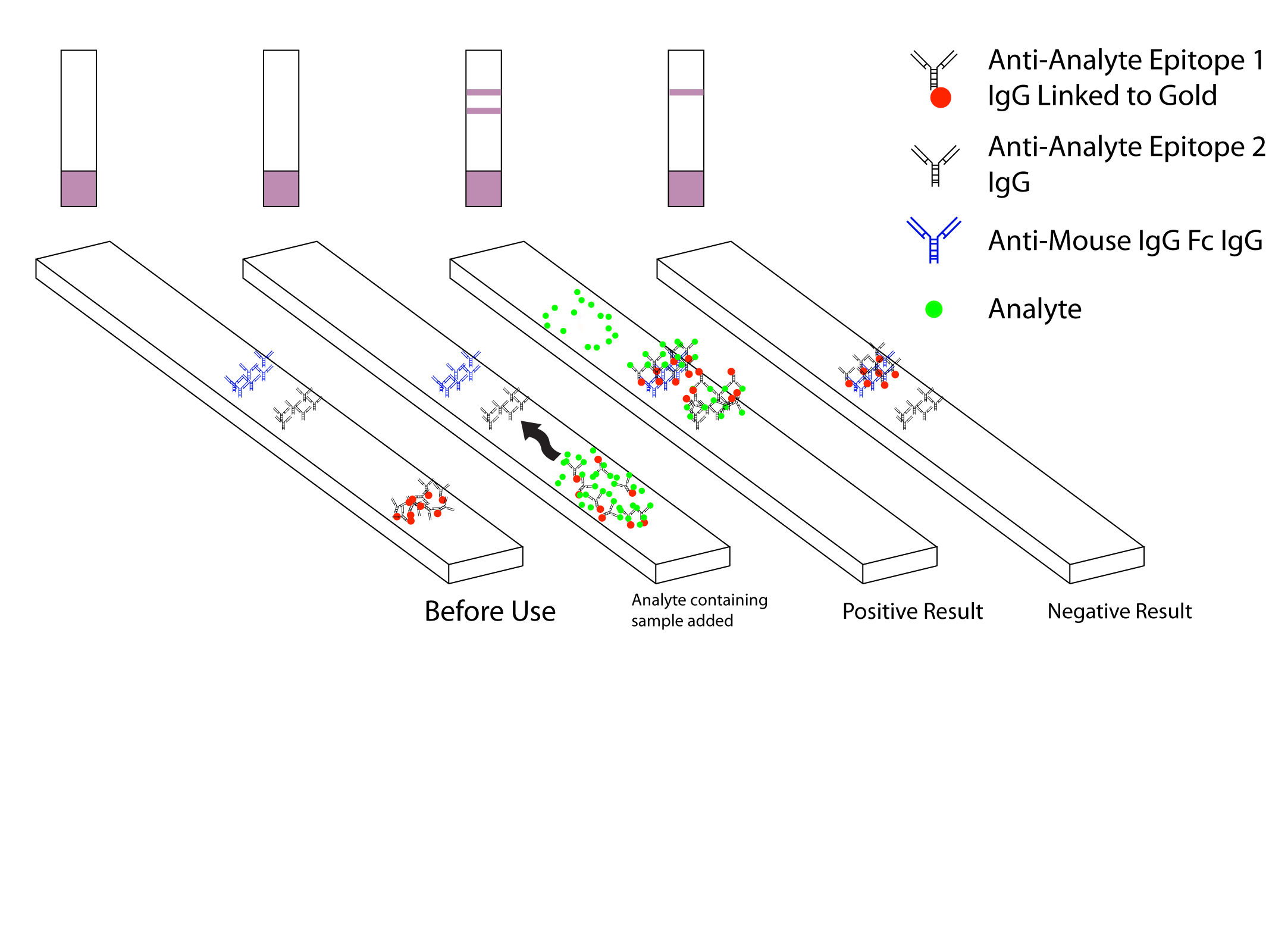
Schema di funzionamento di un RDT per la malaria

Il test rapido è tipicamente costituito da una striscia di nitrocellulosa su cui sono depositati i reagenti (dipstick) all'interno di un contenitore di plastica, chiamato cartuccia o cassetta, con ad una estremità una apertura a pozzetto dove inserire il sangue ed eventuali solventi, reagenti o lisanti e ad una certa distanza una finestra dove, in sottili linee trasversali sono depositati i reagenti rivelatori. Nei primi test realizzati la striscia reagente era senza contenitore.
La prima fase della procedura del test prevede il prelievo del sangue, in genere pungendo con un ago un polpastrello.
La seconda fase richiede la miscelazione del sangue del paziente con un agente lisante, in genere un forte tensioattivo,  in una estremità della striscia reattiva o nel pozzetto di plastica. Il lisante rompe la membrana cellulare dei globuli rossi, rilasciando le proteine del parassita, gli antigeni.
Nella terza fase l'anticorpo o gli anticorpi, specifici per l'antigene bersaglio, marcati, cioè legati ad un sensore colorimetrico, sono presenti ad una estremità della striscia di nitrocellulosa o in un pozzetto di plastica. L'anticorpo, anch'esso specifico per l'antigene bersaglio, è depositato e impregnato nella striscia di nitrocellulosa in una sottile linea reagente(linea di test) ad una certa distanza. Nei RDT più sofisticati sono presenti 2 linee di test,: una con anticorpi policlonali per rivelare gli antigeni specifici del solo P. falciparum. una con gli anticorpi monoclonali per gli antigeni di 4 plamodium: P. vivax, P. ovale, P. malariae e P.falciparum  o del solo P. vivax o del P.spp (cosiddetto "pan"). Una ulteriore sottile linea più lontana, a circa 1 cm, è la linea di controllo dove sono impregnati/depositati l'antigene specifico o anticorpi policlonali,  come l'IgG anti-topo da capra, in grado di complessare gli anticorpi marcati dal sensore colorimetrico. Quest'ultimo in genere è costituito da una dispersione di nanoparticelle metalliche, tipicamente oro colloidale, che per effetto Tyndall aggregandosi modificano il colore percepito del reagente.
Il sangue e il lisante, che sono stati posizionati sulla striscia o nel pozzetto, vengono miscelati con l'anticorpo marcato e si diffondono lateralmente per flusso capillare lungo la striscia di nitrocellulosa raggiungendo in pochi secondi la/e linea/e di test e la linea di controllo.
Nella quarta fase, dopo alcuni minuti, se nel sangue è presente l'antigene, si formano alcuni complessi anticorpo marcato+antigene che vengono intrappolati e si accumuleranno sulla linea del test. L'anticorpo marcato in eccesso prosegue la sua diffusione lungo la striscia di nitrocellulosa e viene intrappolato e si accumula sulla linea di controllo. Una linea di controllo visibile indica che l'anticorpo marcato ha attraversato l'intera lunghezza della striscia, oltre la linea del test, che almeno alcuni anticorpi liberi rimangono complessati al sensore colorimetrico e che alcune delle proprietà di cattura e intrappolamento degli anticorpi rimangono intatte.
L'intensità del colore della linea di test varierà con la quantità di antigene presente nel sangue, almeno a basse concentrazioni di antigene, poiché ciò determinerà la quantità di particelle di sensore colorimetrico che si accumuleranno sulla linea, fino ad una intensità massima dipendente dalla concentrazione di sensore colorimetrico complessato presente alla estremità della striscia. L'intensità del colore della linea di controllo può diminuire quando la densità di antigeni nel sangue è più elevata, poiché gran parte dell'anticorpi marcati sarà stata trattenuta dalla linea di test prima di raggiungere la linea di controllo. Nel caso la linea di controllo non si colori il test è non è valido.
Negli RDT per la malaria "pan" con 2 linee di test se se ne colora solo una, si tratta di un plasmodium diverso dal falciparum, se si colorano entrambe le linee si tratta di P.falciparum.

## Antigeni

### pGluDH
Il primo antigene della malaria adatto come bersaglio per test RDT è stato un enzima glicolitico solubile, il plasmodium glutammato deidrogenasi (pGluDH),ottenuto dal glutammato deidrogenasi (GluDH) del parassita precipitato dagli anticorpi dell'ospite.  L'enzima pGluDH non è presente nel globulo rosso dell'ospite ed è stato raccomandato come enzima marcatore per le specie di Plasmodium da Picard-Maureau e al. nel 1975.
La presenza di pGluDH è nota per rappresentare la vitalità del parassita e un test diagnostico rapido che utilizza pGluDH come antigene avrebbe la capacità di differenziare gli organismi vivi da quelli morti. Un RDT completo con pGluDH come antigene è stato sviluppato in Cina ed è ora in fase di sperimentazione clinica. I GluDH sono enzimi ubiquitari che occupano un importante punto di diramazione nel metabolismo degli insetti. Nei plasmodium sono presenti sia l'enzima GluDH che ha come accettore la nicotinammide adenina dinucleotide (NAD+) [EC 1.4.1.2] e sia quello che ha come accettore la nicotinammide adenina dinucleotide fosfato (NADP+) [EC 1.4.1.4] ; il GluDH dipendente dal NAD+ è relativamente instabile e non utile a fini diagnostici. L'attività del GluDH in P.vivax, P.ovale e P. malariae non è mai stata testata, ma data l'importanza del GluDH come enzima punto di diramazione, ogni cellula deve avere un'alta concentrazione di GluDH. È noto che gli enzimi ad alto peso molecolare (come il GluDH) hanno molti isoenzimi, il che permette di differenziare i diversi ceppi con l'anticorpo monoclonale specifico.

### Proteina ricca di istidina 2
La proteina ricca di istidina 2 (HRP2) è una proteina solubile in acqua, ricca di istidina e alanina, che è localizzata in diversi compartimenti cellulari tra cui il citoplasma del parassita. L'antigene è espresso solo dai trofozoiti di P. falciparum. L'HRP2 del P. falciparum  (pHRP2) è stato implicato nella biocristallizzazione dell'emozoina, una forma inerte e cristallina di ferriprotoporfirina IX (Fe(3+)-PPIX) prodotta dal parassita. Una quantità sostanziale dell'pHRP II viene secreta dal parassita nel flusso sanguigno dell'ospite e l'antigene può essere rilevato negli eritrociti, nel siero, nel plasma, nel liquido cerebrospinale e anche nelle urine come proteina idrosolubile secreta. Questi antigeni persistono nel sangue circolante dopo che la parassitemia è stata eliminata o notevolmente ridotta. In genere ci vogliono circa due settimane dopo un trattamento riuscito perché i test basati su pHRP2 diventino negativi, ma può essere necessario anche un mese, il che compromette il loro valore nel rilevamento dell'infezione attiva. Risultati falsi positivi sono stati riportati in pazienti con artrite reumatoide positiva al fattore reumatoide.  Poiché i fattori reumatoidi sono riscontrabili in circa il 5% di persone apparentemente sane, e nel 10-20% dei soggetti di oltre 65 anni di età, la non completa affidabilità di questo saggi in tali soggetti deve essere tenuta in considerazione per la corretta interpretazione dei risultati.
Poiché pHRP-2 è espresso solo da P. falciparum, questi test daranno risultati negativi con campioni contenenti solo P. vivax, P. ovale, o P. malariae; molti casi di malaria non falciparum possono quindi essere erroneamente diagnosticati come malaria negativi (anche alcuni ceppi di P.falciparum non hanno pHRP2). La variabilità dei risultati delle RDT basate su pHRP2 è legata alla variabilità dell'antigene bersaglio. È possibile una ridotta sensibilità per la diagnosi della malaria da P. falciparum utilizzando RDT che rilevano la pHRP2 tra persone con alti livelli di anticorpi specifici e infezione a bassa densità.

### pLDH
La lattato deidrogenasi di P. falciparum (PfLDH) è un'ossidoreduttasi di 33 kDa [EC 1.1.1.27] . È l'ultimo enzima della via glicolitica, essenziale per la generazione di ATP e uno degli enzimi più abbondanti espressi dal P. falciparum. Il Plasmodium LDH (pLDH) di P. vivax, P. malariae, e P. ovale mostra un'identità del 90-92% con il pfLDH di P. falciparum. Si è visto che i livelli di pLDH si riducono nel sangue prima dopo il trattamento anti-malarico rispetto all'HRP2. In questo senso, pLDH è simile a pGluDH.

### pAldo
La fruttosio-bisfosfato aldolasi [EC 4.1.2.13] catalizza una reazione chiave nella glicolisi e nella produzione di energia ed è prodotta da tutte e quattro le specie. L'aldolasi del P.falciparum è una proteina di 41 kDa e ha una somiglianza di sequenza del 61-68% con le aldolasi eucariotiche note. La sua struttura cristallina è stata pubblicata. La presenza di anticorpi contro pAldo nei sieri di adulti umani parzialmente immuni alla malaria suggerisce che pAldo sia implicata nella risposta immunitaria protettiva contro il parassita.